# Nelahozeves
Nelahozeves (in tedesco Mühlhausen) è un comune della Repubblica Ceca facente parte del distretto di Mělník, in Boemia Centrale. Posto sulla riva sinistra del fiume Vltava, si trova a 25 chilometri a nord di Praga.

## Storia
I documenti scritti più antichi che parlano di Nelahozeves risalgono al 1352. La cittadina ha dato i natali al famoso compositore Antonìn Dvoràk

## Castello
Nel villaggio si trova un castello rinascimentale in stile italiano. Esso venne costruito nel XVI secolo dal nobile boemo Florián Gryspek z Gryspachu, primo segretario e consigliere dell'imperatore Ferdinando I d'Asburgo.
Dal 1623 il castello è di proprietà della famiglia Lobkowicz.
Nel castello è conservata una collezione di dipinti della famiglia Lobkowicz, che comprende opere di Diego Velázquez, Canaletto, Pieter Bruegel il vecchio, Peter Paul Rubens e altre opere dei secoli XVI-XIX.  Una parte di questa collezione (compresi dipinti di Brueghel, Velazquez e Canaletto) è stata trasferita, nel 2007, nel palazzo Lobkowicz a Praga.

## Amministrazione

### Gemellaggi
- Zagarolo